# Mulakalacheruvu
Mulakalacheruvu là một mandal thuộc huyện Chittoor, bang Andhra Pradesh.